# Top o’ Texas Tower

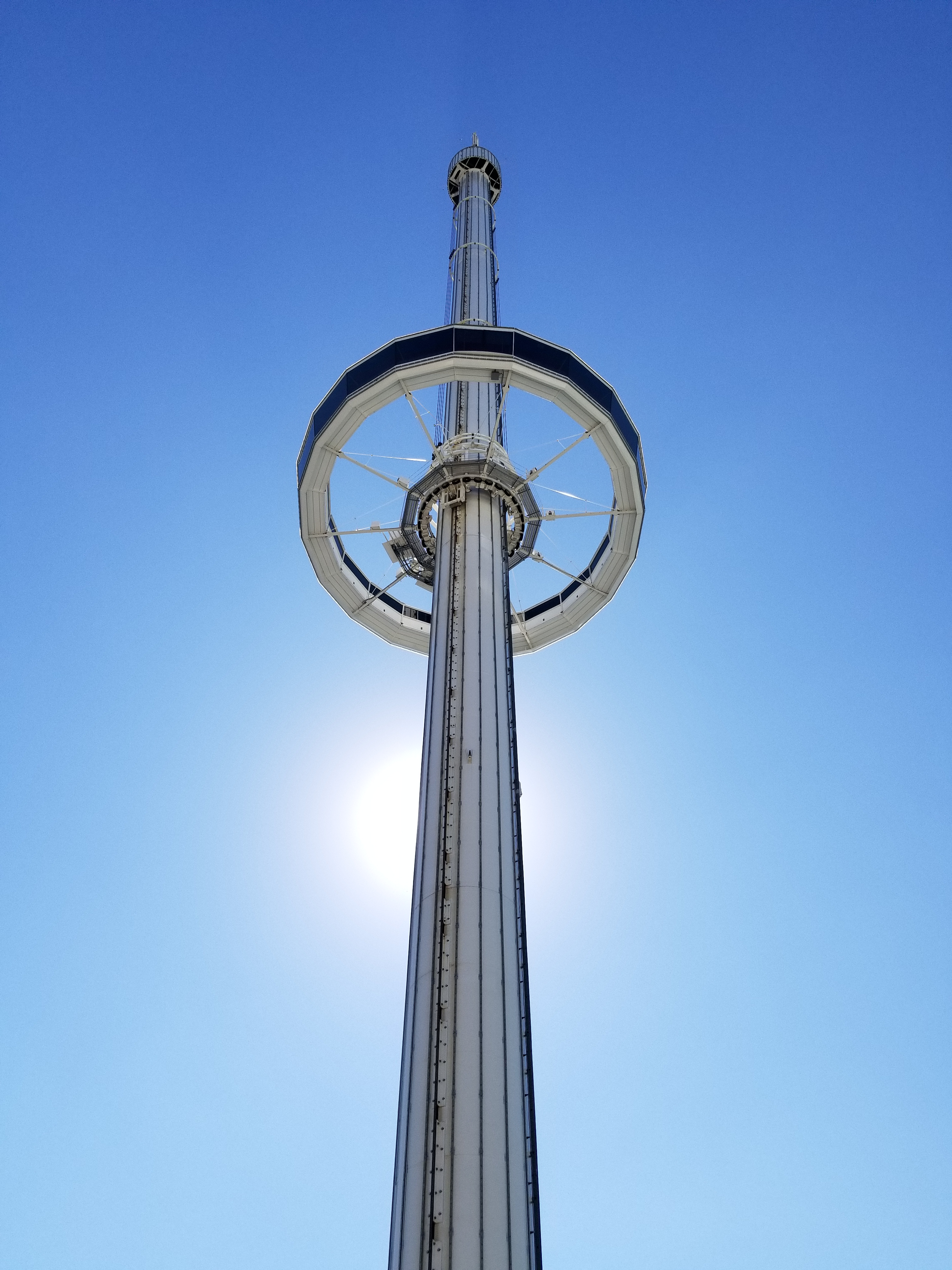
Top o’ Texas Tower

Der Top o’ Texas Tower ist ein 152,4 Meter hoher Gyro-Tower des Herstellers Intamin im texanischen Dallas. Er steht nahe dem Cotton-Bowl-Stadion auf dem Messegelände Fair of Texas und wurde am 27. September 2013 eröffnet. Architekten des Bauwerks sind das Büro Good Fulton & Farrell Architects Inc. und Jonathan Rollins.

## Geschichte
Bereits 1962 ließ sich der damalige Bürgermeister von Dallas Robert Lee Thornton von der Space Needle in Seattle inspirieren, in Dallas einen ähnlichen Turm zu errichten. Da sein 3,5-Millionen-Projekt keine Mehrheit fand, wurde es zunächst verworfen. Im Jahr 1969, als die Skyline der Stadt wuchs, kam ein neuer Vorschlag für einen 275 Meter hohen Wolkenkratzer mit Aussichtsplattform auf, der es ebenfalls nicht über das Planungsstadium hinaus schaffte. Ende der 1970er Jahre wurde mit dem Bau des Reunion Tower die Idee eines Aussichtsturms in zentraler Lage von Dallas verwirklicht.
Mit der Gründung des Top o’ Texas Tower wurde im Sommer 2011 begonnen. Die einzelnen jeweils 24 Meter langen und 64 Tonnen schweren Schaftelemente wurden mit Hilfe eines Gittermastkrans im Dezember 2012 zusammengefügt. Die Baukosten betrugen rund 12 Millionen US-Dollar. Mit einem Höhen-Breiten-Verhältnis von 47,61 : 1 hält er seit seiner Eröffnung am 27. September 2013 den Guinness-Weltrekord als „schlankster Turm der Welt“. In den Jahren 2016 bis 2018 kursierten Meldungen, der baulich ähnliche British Airways i360 im südenglischen Brighton hätte diesen Rekord inne, was sich später als falsch herausstellte. Der Aussichtsturm in Brighton hat aufgrund eines breiteren Schaftes auch ein kleineres Höhen-Breiten-Verhältnis. Allerdings ist der British Airways i360 rund 20 Meter höher und kann in seiner Aussichtskanzel auch bis zu zweimal so viele Personen befördern.

## Technische Daten
Der Aussichtsturm kann während einer Fahrt 100 Passagiere aufnehmen. Die Fahrt in der Aussichtsgondel dauert insgesamt rund 4,5 Minuten und vollzieht sich mit moderater Geschwindigkeit. Während der Fahrt dreht die Gondel langsam um die Vertikalachse des Turmes, sodass man einen 360-Grad-Blick auf die Umgebung erhält. Auf diese Weise kann der Turm 13 Mal pro Stunde die Fahrt anbieten. Die Vertikalgeschwindigkeit beträgt 2 Meter pro Sekunde. Der Schaftdurchmesser beträgt 3,20 Meter, der Durchmesser der Gondel misst 16,7 Meter. Die Gondel hat einen kreisringförmigen Grundriss und ist an zehn Stahlstreben über einen Fahrschlitten am Schaft befestigt.
Der Gyroturm wiegt insgesamt 480 Tonnen. Für seine Gründung wurden 1223,3 Kubikmeter Beton verbaut. Insgesamt strahlen 1,4 Millionen LED-Lichteinheiten den Turm an.